# Dansk-Frisisk Selskab
Dansk-Frisisk Selskab var en forening med fokus på dansk-nordfrisisk samarbejde. Foreningen blev stiftet den 27. og 28. januar 1948 i København. Ideen om at stifte en forening med fokus på Nordfrisland kom allerede året før på et møde på Hoptrup Højskole. Dens første formand var den konservative poliitker og forfatter Jørgen Hatting. Foreningen udgav bl.a. Dansk-Frisisk årbog. Senere gik foreningen i stå. Den blev sidste gang nævnt som samarbejdspartner ved oprettelsen af Nordfriisk Instituut i 1964.

## Udgivelser
- Wilhelm Ladewig: Harro Harring og Skandinavismen, Haderslev 1950